# Actinodura sodangorum
Síbia-de-barrete-preto ou asa-malhada-de-coroa-preta (Actinodura sodangorum) é uma espécie de ave da família Timaliidae.
Pode ser encontrada nos seguintes países: Laos e Vietname.
Os seus habitats naturais são: regiões subtropicais ou tropicais húmidas de alta altitude, matagal tropical ou subtropical de alta altitude, campos de altitude subtropicais ou tropicais e plantações.
Está ameaçada por perda de habitat.